# Phrurolithus schwarzi
Phrurolithus schwarzi là một loài nhện trong họ Phrurolithidae.
Loài này thuộc chi Phrurolithus. Phrurolithus schwarzi được Willis J. Gertsch miêu tả năm 1941.